# Дизан (Альборз)
Диза́н (перс. دیزان‎) — село на севере Ирана, в остане Альборз. Входит в состав шахрестана Талекан. Является частью дехестана (сельского округа) Бала-Талекан бахша Меркези.

## География
Село находится в северной части Альборза, в горной местности южного Эльбурса, на расстоянии приблизительно 38 километров к северу от Кереджа, административного центра провинции. Абсолютная высота — 2300 метров над уровнем моря.

## Население
По данным переписи 2006 года население села составляло 570 человек (277 мужчин и 293 женщины). В Дизане насчитывалось 194 семьи. Уровень грамотности населения составлял 74,91 %. Уровень грамотности среди мужчин составлял 80,87 %, среди женщин — 69,28 %.